# Francesco Acri

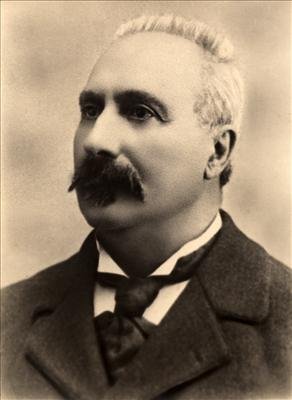
Francesco Acri

Francesco Acri (Catanzaro, 1836 — Bolonha, 1913) foi um Filósofo italiano, e Professor da Universidade de Bolonha. Traduziu os Diálogos de Platão, e escreveu várias obras, entre elas Della reluzioni fra il corpo e Io spirito, Abozzo d'una teoria deite idee (1870), Una nueva sposizione dei sisteme de Benetto Spinoza (1874), Dialeaica turbata (1911). Combateu o positivismo e o materialismo.